# Left, Right
Left, Right è un singolo del rapper statunitense YG, pubblicato il 28 novembre 2013 su etichetta Def Jam.

## Tracce
1. Left, Right – 6:41